# Juvasshytta
Juvasshytta – norweskie prywatne schronisko turystyczne, znajdujące się w paśmie górskim Jotunheimen na wysokości 1841 metrów n.p.m., nad brzegiem jeziora Juvvatnet. Jest to najwyżej położony obiekt tego typu w Norwegii i na całym Półwyspie Skandynawskim.
Jego początki sięgają 1884, kiedy to Knut i Ole Vole wybudowali nad jeziorem niewielki, kamienny domek dla turystów. Budynek okazał się za mały i już wkrótce konieczna okazała się jego rozbudowa (w dodatku w kamiennym domku było zbyt zimno w miejscowych warunkach atmosferycznych). W 1918 Juvasshytta otrzymała własną pieczęć pocztową. W latach 50. XX wieku schronisko znacznie rozbudowano, a w 1974 nastąpiła jego pełna elektryfikacja (choć już w 1947 prąd wytwarzał generator).
Do schroniska prowadzi najwyżej położona droga asfaltowa w Norwegii, otwarta w 1936. Możliwy jest dojazd własnym samochodem lub autobusem z Lom.
Niedaleko schroniska działa całoroczna stacja narciarska Galdhøpiggen sommerskisenter.
Z Juvasshytta organizowane są wyprawy z przewodnikiem na Galdhøpiggen, najwyższy szczyt Skandynawii.